# Adventism
Adventismen är en riktning inom kristenheten som har fått sitt namn genom sin förkunnelse om att Kristi återkomst (på engelska: Second Advent) är nära förestående.
Bibelns profetior om den yttersta tiden och Jesu återkomst har en central plats i undervisningen och är en viktig drivkraft bakom adventisternas mission. Rörelsen har alltid aktivt uppmuntrat till studier av det Gamla testamentet och Nya testamentet, något som lett till de flesta adventister firar sabbat på den sjunde dagen och vissa använder namnet Jehova som beteckning på Gud.

## Bakgrund
Under 1830– och 1840-talet uppstod en rörelse kring den amerikanske väckelsepredikanten William Miller. Han förkunnade, med hänvisning till beräkningar utifrån Daniels bok 8:14 och 9:24-27, att Jesus skulle återvända till Jorden den 12 maj 1839. Datumet flyttades sedan fram till 22 oktober 1844, men då även detta datum infann sig utan att Millers förutsägelser slog in drabbades hans anhängare av "Den stora besvikelsen". Mellan 50 000 och 100 000 amerikaner hade satt sin tillit till Millers profetior. De flesta av dessa lämnade nu millerismen (som rörelsen kommit att kallas i folkmun). Många fortsatte verka i sina gamla trossamfund, en hel del anslöt sig till the Shakers medan andra var så besvikna att de tog avstånd från all kristen tro.

## Olika grupper bildas
Bland dem som höll fast vid läran om Jesu snara återkomst uppstod flera grupper. Några föreslog nya datum för Kristi återkomst i april, juli och oktober 1845.
- Apollos Hale och Joseph Turner publicerade i januari 1845 en artikel i "The Advent Mirror" i vilken man utgick från Matteus 25:1-13. De båda hävdade att Jesus den 22 oktober 1844 återvänt i andlig skepnad och inlett bröllopsfesten med de kloka jungfrurna. Efter detta datum var bröllopsporten stängd och ingen räddning fanns för de otrogna. Miller anslöt sig själv en kort tid till denna "shut-door"-lära, men tog snart avstånd från den. [2]

- Hiram Edson, O R L Crosier och F B Hahn publicerade ungefär samtidigt en annan artikel i "Day Dawn" i vilken de hävdade att rensandet av templet som omnämns i Daniel 8:14 inte syftade på Jorden utan på det "Himmelska templet". Gud hade den 22 oktober 1844, menade man, börjat gå igenom varje människas moraliska räkenskaper och förbereda domens dag. Ur denna grupp kom Sjundedagsadventisterna att växa fram. 1863 grundades sjundedagsadventistsamfundet.

- Millers nära medarbetare Joshua Himes sammankallade till en adventistkonferens i Albany, New York, den 29 april samma år. Man enades där om en trosbekännelse i tio punkter men någon gemensam organisation bildade man inte, eftersom man menade att allt kyrkoväsende hörde till Babylon.

Men efter Millers död 1849 började man ändå formera sig i olika grupper.
En samlades runt Jonathan Cummings, som förutsade att Jesus skulle återvända hösten 1853 eller våren 1854, och gav ut tidskriften "The World's Crisis". De som fortfarande följde Cummings, sedan även dennes förutsägelser slagit fel, bildade 1861 Advent Christian Church.
Himes och Sylvester Bliss bildade American Millennial Association, senare känd som Evangelical Adventists.
Predikanten George Storrs grundade 1863 The Life and Advent Union (som 1964 gick samman med Adventist Christian Union).

## Dagens adventister
Idag finns ett flertal olika adventistiska grupper och trossamfund. De har olika läror rörande frågor om huruvida de döda, i väntan på domedagen, befinner sig i ett medvetet eller sovande tillstånd, om de otrogna kommer att återuppstå - och i så fall dömas till utplåning eller ändlösa kval, om templet i Daniel 8 syftar på en jordisk eller himmelsk helgedom och vilken dag i veckan som är den rätta vilodagen.
Den överlägset största adventistkyrkan är Sjundedagsadventisterna.
Andra grupper är Church of God General Conference, Primitive Advent Christian Church, Church of God Adventist movement och United Seventh-Day Brethren.
Den största gruppen som firar vilodag på söndag är Advent Christian Church.